# Valutazione del personale
La valutazione del personale, in economia aziendale, indica il sistema operativo dell'azienda avente lo scopo di far sì che per ciascun lavoratore venga espresso, periodicamente e in base a criteri omogenei, un giudizio sul rendimento e le caratteristiche professionali che si estrinsecano nell'esecuzione del lavoro.
Normalmente si fa rientrare questo sistema operativo nel più ampio sistema di gestione e sviluppo delle risorse umane.

## Finalità e metodologie
La valutazione del personale ha molteplici finalità, tra le quali si possono ricordare:
- migliorare le prestazioni delle risorse umane orientandole verso il conseguimento degli obiettivi aziendali;
- censire le competenze (ossia le conoscenze, i comportamenti e le capacità, sintetizzabili nella formula "sapere, saper essere e saper fare") ed il potenziale delle risorse umane in funzione dell'ottimale impiego delle stesse e del loro futuro sviluppo;
- individuare la consistenza ottimale delle risorse umane ed eventuali necessità di incremento attraverso la formazione del personale esistente o il reclutamento di nuovo personale;
- fornire un input oggettivo e meritocratico al sistema incentivante dell'azienda, in base al quale decidere gli incentivi (aumenti retributivi, premi una tantum, progressioni di carriera ecc.) e le sanzioni al personale.

La valutazione può incentrarsi su diversi aspetti, in funzione dei quali si identificano tre metodologie comunemente note come le "3 P":
- valutazione delle posizioni;
- valutazione delle prestazioni;
- valutazione del potenziale.

La valutazione è aperta anche al contributo delle organizzazioni sindacali, sia in sede di definizione dei criteri di valutazione e del quantum degli incentivi, sia del merito della valutazione del singola lavoratore.
La valutazione ha la funzione di garantire il diritto del lavoratore ad una equa retribuzione, proporzionale a qualità e quantità del lavoro svolto, e alla partecipazione al valore economico aggiunto creato per il lungo periodo in azienda.

## Valutazione delle posizioni
La fase che precede quella della valutazione delle posizioni è l’analisi di posizione, una metodologia per descrivere responsabilità e compiti di una posizione organizzativa. Si tratta di uno strumento che permette di chiarire la struttura e gli obiettivi dell’organizzazione.
La valutazione delle posizioni (job evaluation) concentra la sua attenzione sulle posizioni organizzative, individuando:
- le caratteristiche peculiari di ciascuna posizione in termini di finalità, responsabilità, compiti e necessità di personale;
- il cosiddetto profilo, ossia le competenze richieste per ricoprire ciascuna posizione. Il profilo così delineato (profilo ideale) può essere confrontato con quello effettivamente posseduto dalle persone (profilo reale) per individuare quella più adatta a ricoprire la posizione o per pianificare adeguati interventi formativi atti a colmare le lacune riscontrate.

La valutazione della posizione viene normalmente fatta al momento dell'assegnazione al lavoratore della posizione a seguito di reclutamento dall'esterno o di mobilità interna. Sarebbe peraltro opportuno che l'azienda fosse in grado di attivare un monitoraggio costante e sistematico, in modo da assicurare nel tempo l'ottimale collocazione delle risorse umane.
La valutazione della posizione può essere altresì utilizzata per definire il livello retributivo correlato alla posizione stessa (tramite il processo di pesatura della posizione), in modo da assicurare un'equa politica retributiva, rispettosa del principio che ad uguale lavoro deve corrispondere uguale retribuzione e che le differenze retributive tra un lavoro e l'altro devono trovare giustificazione nella diversa complessità o importanza.

## Valutazione delle prestazioni
La valutazione delle prestazioni concentra la sua attenzione sulla prestazione (o performance) del lavoratore, intesa come il contributo da lui fornito all'organizzazione, ciò che ha fatto, quale titolare della posizione, utilizzando le sue competenze. La prestazione può essere valutata sotto due diversi aspetti:
- i risultati ottenuti dal lavoratore in relazione agli obiettivi assegnati (il "cosa è stato fatto");
- i comportamenti organizzativi tenuti (o, come si suol dire, agiti) dal lavoratore (il "come è stato fatto") che possono riguardare vari aspetti, quali la leadership, la capacità di lavorare in gruppo, la capacità di risoluzione dei problemi, l'orientamento al cliente, l'orientamento alla qualità, la capacità innovativa ecc.

Nelle organizzazioni esistono almeno quattro modelli di valutazione della prestazione.
1. Nessun sistema di valutazione formalizzato, tipica dell’attività quotidiana e di molte PMI e aziende a proprietà familiare, effettuata sulla base di criteri e valori non esplicitati.
2. Una valutazione centrata sul comportamento, effettuata sulle modalità di operare del personale all’interno dell’organizzazione con l’obiettivo di rendere il valutato più consapevole di ciò che ci si aspetta da lui.
3. Una valutazione fondata sui risultati ottenuti a posteriori, sulla base dei risultati ottenuto nel corso di un periodo gestionale.
4. Un sistema formalizzato di valutazione per obiettivi, effettuata sulla base di obiettivi sia qualitativi che quantitativi definiti all’inizio dell’esercizio e si focalizza sulla misurazione di output condivisi prevalentemente oggettivi e misurabili[3].

In ambito militare la formazione e impiego del Personale Militare utilizza i metodi della valutazione del personale con l'obiettivo di "collocare l'uomo giusto al posto giusto", considerando questo stato come primario e perseguibile solo attraverso una continua opera di valutazione, che in questo caso deve comprendere non solo le "skills" e attitudini professionali ma anche e soprattutto le qualità morali.
Per valutare la prestazione è necessario definire la prestazione attesa, ossia quello che ci si attende, in termini di risultati e comportamenti organizzativi, dalla persona che ricopre una determinata posizione, e metterla a confronto con la prestazione resa, ossia i risultati effettivamente raggiunti e i comportamenti organizzativi effettivamente tenuti dalla medesima persona. Molti sistemi di valutazione basano il confronto su di un mix di risultati e comportamenti organizzativi; va peraltro tenuto presente che per le posizioni caratterizzate da ampia autonomia decisionale (bassa specializzazione verticale) è più adeguata una valutazione incentrata prevalentemente sui risultati, mentre laddove l'autonomia è minore (alta specializzazione verticale) si rivela più adeguata una valutazione basata prevalentemente sui comportamenti organizzativi.
La valutazione delle prestazioni avviene con cadenza periodica, tipicamente annuale (il periodo di valutazione), o in occasione di eventi particolari, quali una promozione o un trasferimento. Può essere effettuata anche in occasione del cambio del responsabile valutatore.
Se la valutazione è basata sui risultati, i dati sugli stessi possono provenire dal controllo di gestione e, in particolare, da quella fase del medesimo detta controllo susseguente, mentre gli obiettivi con i quali raffrontare i risultati possono essere fissati in sede di pianificazione aziendale. La stretta integrazione del sistema di valutazione del personale con il sistema di pianificazione e controllo è uno dei capisaldi della metodica nota come gestione per obiettivi.

## Valutazione del potenziale
La valutazione del potenziale (o potential evaluation) concentra la sua attenzione sul potenziale del lavoratore, ossia le competenze inespresse che il lavoratore possiede ma non sono utilizzate nella posizione da lui attualmente ricoperta (perché non richieste o richieste in misura inferiore al posseduto).
Sebbene l'oggetto della valutazione siano anche in questo caso le competenze del lavoratore, la valutazione del potenziale è rivolta al futuro, mentre la valutazione della posizione (e, in particolare, del profilo) è rivolta al presente; d'altra parte, mentre la valutazione delle prestazioni è rivolta al passato, perché si basa sul contributo già fornito dal lavoratore, la valutazione del potenziale cerca di prevedere il contributo che lo stesso potrebbe fornire in futuro, magari in una differente collocazione. La sua finalità è quella di far emergere le possibilità di impiegare con successo il lavoratore in altre posizioni, anche di maggiore responsabilità, attraverso la mobilità interna e percorsi di carriera.
La valutazione del potenziale può prendere forma di "assessment" (generalmente pratica in "assessment centers") come attività di misurazione della performance con test cognitivi, psicometrici e della personalità, oppure di "capacità latenti" secondo una prospettiva di identificazione del potenziale umano che la persona può esprimere, data una formazione e un ambiente motivazionale supportivo adeguato. Come esposto nella letteratura sul potenziale umano, qualsiasi valutazione del potenziale del personale deve individuare prima di tutto 1) se si vuole analizzare la potenzialità rispetto ad una specifica azione o ruolo, o 2) la potenzialità in termini più ampi, le abilità spendibili in ruoli multipli, ed in questo caso compiere valutazioni ad ampio spettro, che comprendono anche l'intelligenza sociale della persona e non le sole competenze esecutive. Per compiere valutazioni ad ampio raggio, è possibile utilizzare il concetto delle intelligenze multiple di Howard Gardner, l'intelligenza emotiva ed altri elementi valutativi ad ampio spettro, e soprattutto non escludere nessuno dalla valutazione.